# Acropomatidae
Acropomatidae är en familj av fiskar. Acropomatidae ingår i ordningen abborrartade fiskar (Perciformes). Enligt Catalogue of Life omfattar familjen Acropomatidae 32 arter.
Arterna förekommer i alla varma och tempererade havsområden. Några arter är bara tillfälliga familjemedlemmar tills deras taxonomi är utredd. Fiskar i släktet Acropoma har ett lysorgan.
Släkten enligt Catalogue of Life:
- Acropoma
- Apogonops
- Doederleinia
- Malakichthys
- Neoscombrops
- Synagrops
- Verilus

## Bildgalleri

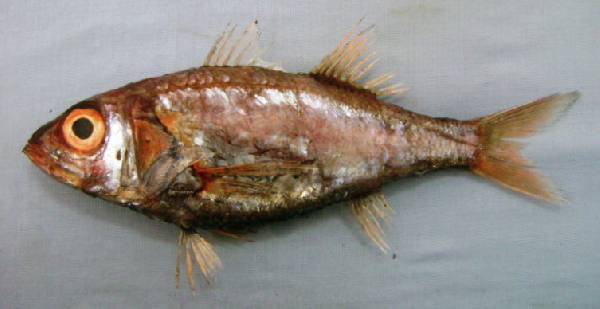
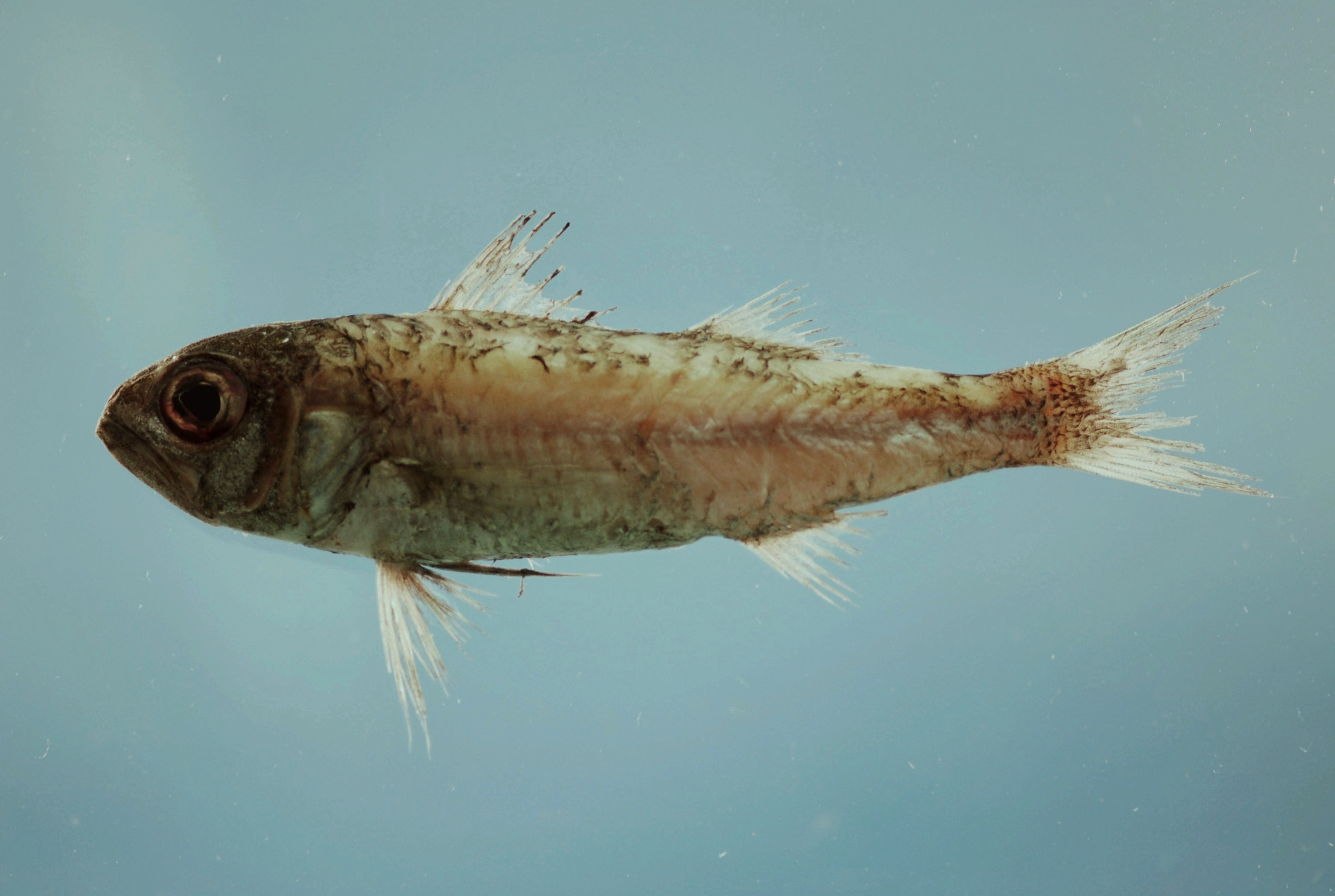
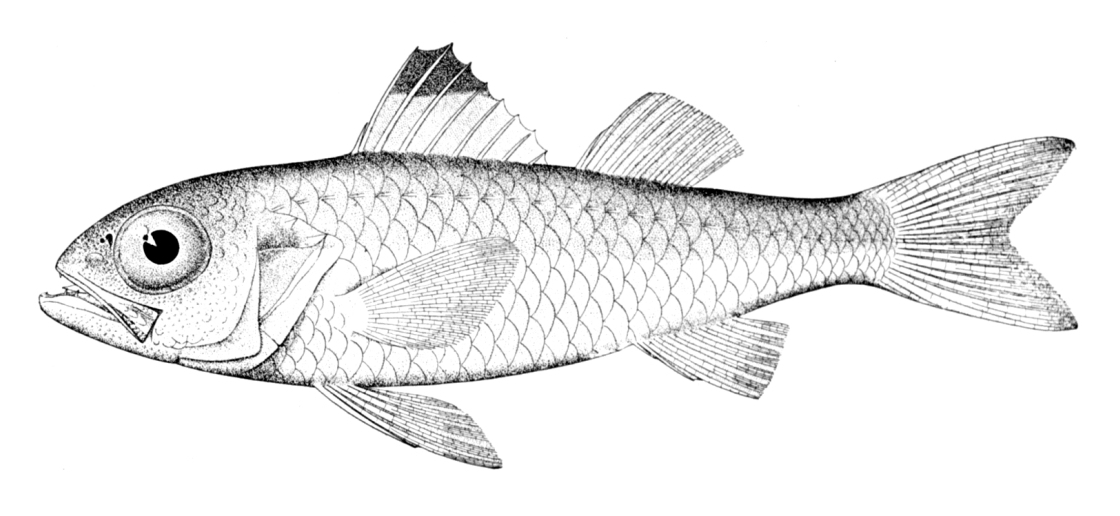